# Modello a cavo di un assone
Il modello a cavo descrive gli assoni come linee di trasmissione costituite da resistenze e capacità. L'assone è un prolungamento di cui sono dotate gran parte delle cellule nervose, che serve a propagare segnali elettrici sotto forma di correnti ioniche. 

## Descrizione delle proprietà di cavo dell'assone

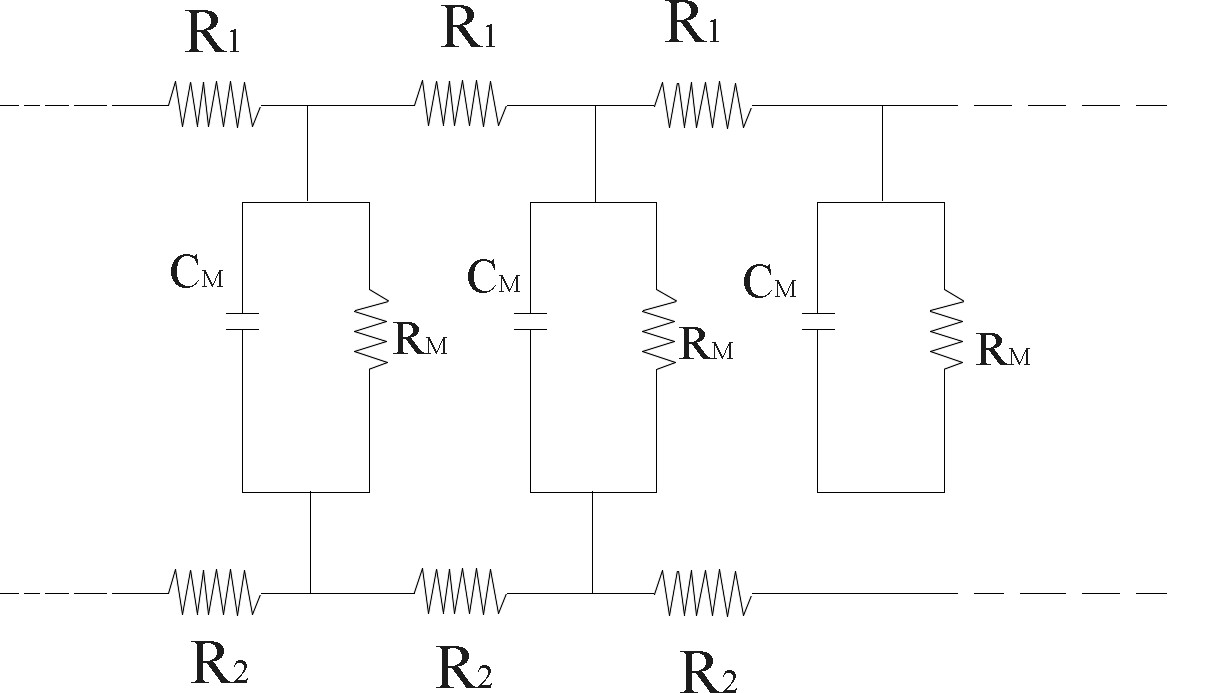
Schema del modello a cavo

Nel modello a cavo dell'assone la membrana viene descritta da più elementi composti ognuno da una resistenza {\displaystyle R_{M}} e da una capacità {\displaystyle C_{M}} connesse in parallelo. Questi elementi sono interconnessi da una parte da una resistenza {\displaystyle R_{2}}, che rappresenta la resistenza del citoplasma dell'assone e dall'altra da una resistenza {\displaystyle R_{1}}, che rappresenta la resistenza del mezzo esterno.

## Trasmissione e dimostrazione
Quando un segnale si propaga passivamente a partire da un punto {\displaystyle x_{0}} lungo l'assone, la sua energia decresce esponenzialmente in funzione della distanza secondo una legge del tipo:
{\displaystyle E_{x}=E_{0}\cdot e^{-x/\lambda }}
dove {\displaystyle \lambda } è la costante di spazio dell'assone. λ dà la distanza per cui {\displaystyle E_{x}=E_{0}/e} . In un assone tipico l= 1– 3 mm. Ovviamente la differenza di potenziale  lungo l'assone genera delle correnti. Queste sono generalmente chiamate correnti locali del circuito. Per calcolare le correnti consideriamo un punto P in un assone supposto infinitamente lungo. Supponiamo che P sia sufficientemente lontano da qualsiasi elettrodo che generi correnti o differenze di potenziale. Poniamo che la corrente interna longitudinale a P sia {\displaystyle I_{2}}, {\displaystyle I_{M}} sia la corrente di membrana ed {\displaystyle I_{1}} e {\displaystyle I_{2}} siano rispettivamente la corrente esterna e la resistenza per lunghezza unitaria.

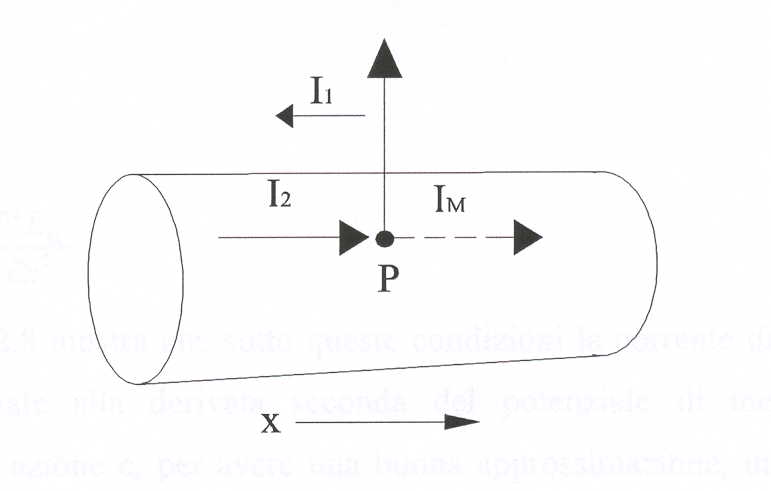
Correnti in un assone

Se non si fornisce corrente vicino a P, per mantenere il circuito chiuso, le correnti esterna ed interna devono soddisfare la condizione:
{\displaystyle I_{1}=-I_{2}}
Dalla legge di Ohm per la superficie esterna della membrana si ha:
{\displaystyle {\frac {\partial E_{1}}{\partial x}}=-R_{1}I_{1}}
E per la superficie interna:
{\displaystyle {\frac {\partial E_{2}}{\partial x}}=-R_{2}I_{2}}
Con {\displaystyle E_{M}=E_{1}+E_{2}}
Dalle equazioni precedenti si ottiene:
{\displaystyle {\frac {\partial E_{M}}{\partial x}}=I_{2}\cdot (R_{1}+R_{2})}
Inoltre, poiché:
{\displaystyle {\frac {\partial I_{2}}{\partial x}}=I_{M}}
Si ha:
{\displaystyle I_{M}={1 \over R_{1}+R_{2}}\cdot {\frac {\partial ^{2}E_{M}}{\partial x^{2}}}}
Quest'ultima equazione mostra che sotto queste condizioni la corrente di membrana è proporzionale alla derivata seconda del potenziale di membrana. Il potenziale di azione è per avere una buona approssimazione, un fenomeno monobasico. La sua derivata prima è quindi bifasica e la derivata seconda trifasica.
Gli esperimenti sugli assoni giganti del Calamaro hanno dimostrato che la corrente di membrana è data dall'equazione:
{\displaystyle I_{M}=C_{M}\cdot {\frac {\partial E_{M}}{\partial x}}+\sum _{i}I_{i}}
Dove i termini {\displaystyle I_{i}} rappresentano una specifica corrente ionica di membrana. Mettendo insieme le precedenti equazioni si ottiene:
{\displaystyle {1 \over R_{1}+R_{2}}\cdot {\frac {\partial ^{2}E_{M}}{\partial x^{2}}}=C_{M}{\frac {\partial E_{M}}{\partial x}}+\sum _{i}I_{i}}
Per risolverla dobbiamo poter derivare {\displaystyle E_{M}} per x e t in entrambi i membri dell'equazione. Il lavoro del potenziale d'azione lungo l'assone è simile ad un fascio d'onde. Quindi, servendoci della teoria delle onde, abbiamo per un potenziale che si propaga come un'onda:
{\displaystyle {\frac {\partial ^{2}V}{\partial x^{2}}}={1 \over \theta ^{2}}\cdot {\frac {\partial ^{2}V}{\partial t^{2}}}}
dove {\displaystyle \theta } è la velocità di propagazione dell'onda. Assumendo che la velocità di propagazione dell'impulso nel nervo sia costante, otteniamo:
| {\displaystyle {1 \over R_{1}+R_{2}}\cdot {1 \over \theta ^{2}}{\frac {\partial ^{2}E_{M}}{\partial x^{2}}}=C_{M}{\frac {\partial E_{M}}{\partial t}}+\sum _{i}I_{i}} |

Una volta determinato sperimentalmente {\displaystyle E_{M}} questa equazione può essere risolta. Si introduce a tal fine il valore tipico di {\displaystyle \theta }. Se questo valore non è noto, può essere supposto. Se si ipotizza un valore troppo grande, {\displaystyle E_{M}} tende all'infinito, se troppo piccolo {\displaystyle E_{M}} tende a zero. Si può fare l'ipotesi che sia corretto nella sua direzione fino a che {\displaystyle E_{M}} non ritorna al livello che resta alla fine del potenziale d'azione.

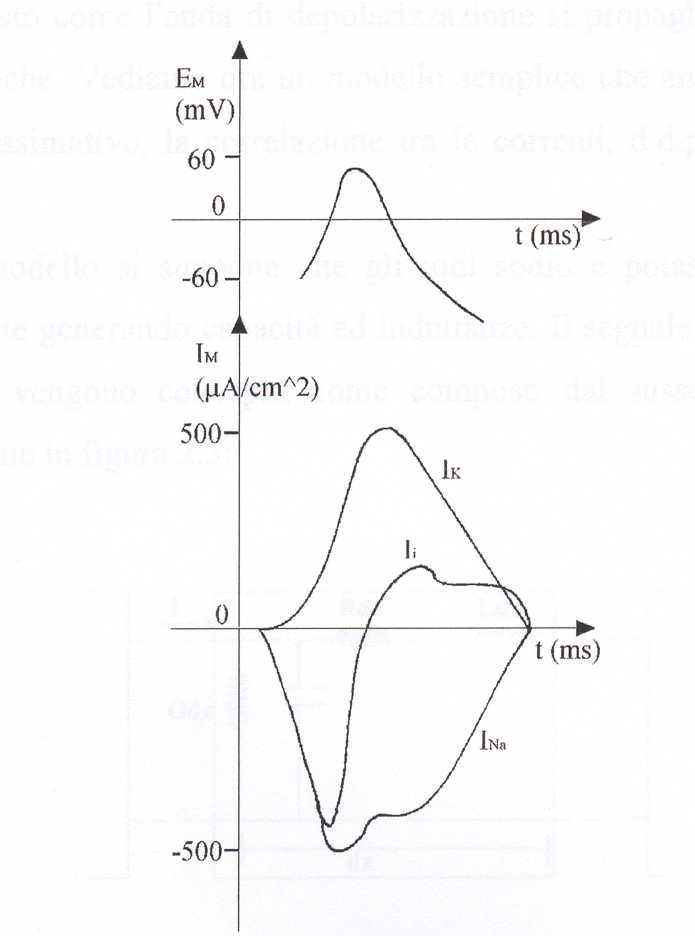
Andamento di e di

Il grafico a destra illustra schematicamente il comportamento di {\displaystyle E_{M}} e della corrente di membrana {\displaystyle I_{M}}. In particolare si può notare la natura trifasica di {\displaystyle I_{M}}.
Il grafico mostra le correnti ioniche separate in funzione del tempo in un punto lungo l'assone. Si può notare che inizialmente {\displaystyle I_{M}} è all'incirca {\displaystyle I_{Na}}. Dopo {\displaystyle I_{Na}} e {\displaystyle I_{K}} cancellano quasi completamente qualsiasi altro contributo entro 2 msec. 
{\displaystyle I_{Na}} e {\displaystyle I_{K}} rappresentano le correnti dovute al meccanismo della pompa sodio-potassio.
Queste correnti sono ovviamente diverse da quelle del potenziale d'azione della membrana con {\displaystyle I_{M}=0}. Una delle più significative differenze è il picco più elevato di {\displaystyle I_{Na}} quando {\displaystyle I_{M}} è diverso da 0.
Il modello presentato ha trovato conferme in diversi esperimenti e dimostra come l'onda di depolarizzazione si propaghi attraverso il continuo scambio di ioni sodio e potassio, che generano correnti ioniche lungo l'assone.